# فرودگاه بین‌المللی اورل ولایکو
فرودگاه بین‌المللی اورل ولایکو (به انگلیسی: Aurel Vlaicu International Airport) (به زبان رومانیایی: Aeroportul Internaţional Bucureşti Băneasa Aurel Vlaicu) یک فرودگاه همگانی مسافربری با کد یاتا BBU است که یک باند فرود آسفالت به طول ۳۱۹۰ متر دارد. این فرودگاه در کشور رومانی و در ارتفاع ۹۱ متری از سطح دریا واقع شده است.